# Консервативная партия (Румыния)
Консервативная партия (рум. Partidul Conservator, PC) — политическая партия в Румынии, создана под названием Партии гуманистов Румынии (Partidul Umanist Român, PUR) в 1991 году после того, как Социалистическая Республика Румыния прекратила свое существование. С 2005 до 2006 года партия была самым младшим членом правящей коалиции. Получила своё нынешнее название 7 мая 2005 года.
Консервативная партия заявляет, что поддерживает традиции, семью, социальную солидарность, европейскую интеграцию и национализм без шовинизма. Партия является потомком бывшей исторической румынской Консервативной партии, одной из двух основных политических сил в Румынии до начала Первой мировой войны.
Партия выступает против легализации однополых браков, но заявляет, что «уважает выбор» однополых пар. Консерваторы также поддерживают введение обязательного духовного образования в румынских школах (сейчас такие классы не являются обязательными).